# Sandeothallus radiculosus
Sandeothallus es un género de hepáticas del orden Jungermanniales. Su única especie: Sandeothallus radiculosus, es originaria de Indonesia.

## Taxonomía
Sandeothallus radiculosus fue descrita por (Schiffn.) R.M.Schust. y publicado en Nova Hedwigia 36: 11. 1982.
Sinonimia
- Moerckia radiculosa Schiffner